# 妙蓮寺 (沼津市)
妙蓮寺（みょうれんじ）は、静岡県沼津市下香貫林ノ下にある日蓮宗の寺院。山号は栄松山。旧本山は沼津妙覚寺、玉澤法縁。

## 歴史
応永35年（1428年）1月、三島市玉沢の妙法華寺8世覚心院日英が第1世として開山した。玉沢の隠居寺であったとも言われる。第二世栄松院日妙の時、山号を栄松院と定める。
第二次世界大戦中までは、裏山の頂上に七面山の堂があり、縁組、子授け、病気平穏などの願掛けが行われていた。また、張り子の面（疱瘡の痕が綺麗になる）や布製の乳形（乳の出がよくなる）なども堂内に掲げられていた。しかし戦時中に、高射砲設置のため、七面山の堂は壊され、女体の像のみ本堂に移された。大戦以前より、毎月18日には年配の女性がお堂に集い、お題目を唱えていたが、現在も正月・5月・9月に七面山のご開帳がある。

## 境内
境内には下記がある。
- 本堂
  - 七面大明神
  - 水子観音 夭逝した子供や、闇に葬られた赤子を慈悲で見守る観音様
- 妙蓮寺所在石棺

## 妙蓮寺の石棺
境内の墓地入口付近に、北伊豆に分布する凝灰岩製とみられる石棺があり、他に類を見ない、別々に短側石を組み合わせる特徴的な構造である。石棺は、当初楊原神社の近くで発掘され、楊原小学校（現在沼津市立第三小学校）に保管された。その後、同校の移転に伴い転々とし、現在は妙蓮寺に保管された。また、妙蓮寺の南方に位置する塩満寺の境内に、蓋の一部とみられる部材が残されている。沼津市街地の香貫山西側には、多くの古墳が存在しており、香貫九十塚と呼ばれている。

### 石棺の構成
蓋
- 長さは1.2メートル、幅は1.1メートル。コンクリート製階段に長辺が埋め込まれ、両短辺は失われている。外面は一面にノミ痕を残し荒い作りだが、内面は平滑であり身を受けるため、幅12センチメートル、深さ1センチメートで浅い刳り抜きがある。

身
- 長さは1.4メートル、幅は1メートルである。短辺は一方の端部が少しだけ残っている。凝灰岩を刳り抜き作成され、表面にノミ痕を残している。外側面は上下方向に弧状を形成しており、上端幅は72センチメートルである。底面は形状は確認できない、下底幅は57〜62センチメートルである。

## 歴代
- 開基　覚真院日英
- 第２祖　栄松院日妙[3]

## 交通アクセス
所在地
- 静岡県沼津市下香貫林ノ下1875

交通
- 沼津駅南口から徒歩38分[5]